# Лян Чун
Лян Чун (кит. упр. 梁充, пиньинь Liáng Chōng; род. 29 января 1980) — китайский шахматист, гроссмейстер (2004).
В составе национальной сборной участник 34-й Олимпиады (2000).

## Изменения рейтинга
| Графики недоступны из-за технических проблем. См. информацию на Фабрикаторе и на mediawiki.org. |